# Difusión (negocios)
La difusión de innovaciones  es el proceso por el cual una nueva idea o un nuevo producto es aceptado por el mercado. La ratio de difusión es la velocidad a la que una nueva idea se propaga a otro. Adopción es similar a difusión salvo que se refiere a los procesos que atraviesa un individuo más que un proceso referido a un mercado agregado.
Es decir, se puede entender que en la difusión de innovaciones actúan dos procesos estrechamente relacionados: el proceso de difusión y el proceso de adopción. En el sentido más amplio, la difusión es un macroproceso, cuyo propósito es la comunicación de un nuevo producto (una innovación) desde su fuente hasta el público consumidor. En cambio, la adopción es un microproceso, que se enfoca en las etapas por las que atraviesa un consumidor individual al decidir si acepta o rechaza un nuevo producto.
La publicidad y el marketing estudian las técnicas y mediciones de este proceso, intentando aumentar la velocidad del mismo. Las tecnologías de información y comunicación hacen cada vez más fácil la difusión de un producto o negocio.

## Teorías sobre la difusión de innovaciones
Existen tres teorías que intentan explicar los mecanismos de la difusión de las innovaciones en la sociedad:
1. La hipótesis de los dos pasos - la información y la aceptación fluyen a través de los medios de comunicación, primero a los líderes de opinión y luego a toda la población.
2. La teoría del goteo por la escala social - los productos tienden a expandirse y ser solo accesibles, al principio, a los estratos sociales adinerados; con el paso del tiempo, se vuelven más baratos y se difunden a los estratos más bajos.
3. La teoría de difusión de las innovaciones de Everett M. Rogers - para una categoría de producto dada, hay cinco categorías de compradores clasificados por su rapidez en adquirirlo cuando sale al mercado.  La curva de teoría de la difusión es el fundamento teórico del Ciclo de vida del producto; esta curva la tiene forma de una campana de Gauss.

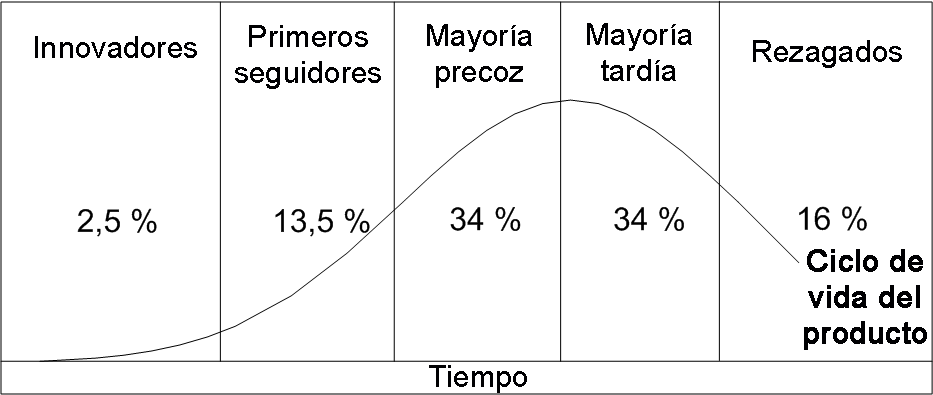
La curva de teoría de la difusión es el fundamento teórico del Ciclo de vida del producto; esta curva la tiene forma de una campana de Gauss.

- Innovadores: aventureros, con estudios medios o universitarios, personas abiertas y cosmopolitas, con diversos canales de información.
- Primeros seguidores: líderes sociales, populares y respetados por su comunidad.
- Mayoría precoz: reflexivos y analíticos, tienen buena comunicación con su estrato social, tanto formales como e informal.
- Mayoría tardía: escépticos y cautelosos, se mueven debido a la presión social.
- Rezagados: tradicionales y solitarios, los últimos en adoptar una innovación; su punto de referencia suele ser el pasado.

## Ratio de difusión
De acuerdo con Everett M. Rogers, la ratio de difusión depende de diversos factores:
- la percepción de la ventaja o beneficio del producto
- el riesgo de compra
- la facilidad de uso vs. complejidad del producto
- la inminencia de los beneficios
- la posibilidad de observación
- la posibilidad de prueba
- el precio
- la magnitud del cambio de comportamiento requerido
- retorno de la inversión (ROI), en el caso de productos industriales

### Modelos de difusión
Existen cuatro modelos para predecir la velocidad de difusión de una innovación:
1. Modelos de penetración - utilizan datos de test de mercado para desarrollar ecuaciones de aceptación del volumen esperado de ventas como función del tiempo. Tres ejemplos de modelo de penetración son:
  - Modelo de prueba única de Bass
  - Modelo de prueba rechazada de Bass
  - Modelo de Fourt y Woodlock
2. Modelos de prueba/repetición - el número de compradores que repiten es función del número de compradores que prueban.
3. Modelos deterministas - primero se estima el número de compradores en diferentes niveles de aceptación, para después calcular los compradores de los niveles posteriores basándose en las cifras de los compradores en niveles anteriores.
4. Modelos estocásticos - reconocen que muchos elementos del proceso de difusión son desconocidos pero incorporan explícitamente términos probabilísticos.